# Written in the Stars
"Written in the Stars" é uma canção do rapper Tinie Tempah, para o seu álbum de estreia Disc-Overy. Conta com a participação de Eric Turner, servindo como terceiro single do seu primeiro disco. Foi escrito pelo próprio Tempah com Eshraque "iSHi"Mughal, Eric Turner e Charlie Bernardo, e produzido por iSHi. O seu lançamento digital ocorreu a 24 de Setembro de 2010 em vários países europeus.
Tal single foi escolhido pela WWE como uma das músicas-tema do evento WrestleMania XXVII.

## Histórico de lançamento
| País        | Data                   | Formato          | Editora discográfica          |
| ----------- | ---------------------- | ---------------- | ----------------------------- |
| Irlanda     | 24 de Setembro de 2010 | Descarga digital | Parlophone / DL Records, Ltd. |
| Portugal    | 24 de Setembro de 2010 | Descarga digital | Parlophone / DL Records, Ltd. |
| Suíça       | 24 de Setembro de 2010 | Descarga digital | Parlophone / DL Records, Ltd. |
| Reino Unido | 24 de Setembro de 2010 | Descarga digital | Parlophone / DL Records, Ltd. |